# Хондрули
Хондрулите (хондри) (на гръцки: Χόνδρος – зърно) са малки, сферични или заоблени образувания, които значително се различават едни от други по цвят, размер и вид. Те са основният структурен елемент на голяма част от метеоритите. За първи път хондрулите са описани от британския минералог Хенри Клифтън Сорби през 1877 г. Той предполага, че те може би са „капчици огнен дъжд“, които по някакъв начин са се кондензирали от облака от газ и прах, образувал Слънчевата система.
Хондрулите са образувани почти едновременно със Слънцето от бързо втвърдени капчици разтопен феромагнезиев силикатен материал, обикновено оливин и пироксен. Разсеяни са по цялата маса на метеорита и имат различна големина – от микроскопични зрънца до големината на едри грахови зърна. Те са един от най-старите твърди материали в Слънчевата система, първична материя, която е останала почти непроменена за последните 4,5 милиарда години.
Досега хондрурли не са били откри нито в земните скали, нито на други места по Земята. Затова те се смятат за образувания, присъщи само на метеоритите, и се приемат като един от признаците на каменните метеорити. Хондрулите се откриват в каменните метеорити от клас Хондрити, които носят тяхното име и представляват около 86 % от всички каменни метеорити, които падат на Земята.

## Образуване
Образуването на хондрулите все още не е напълно изяснено. Въпреки че има няколко хипотези за точния механизъм, участващ в тяхното формиране, те обикновено се считат за резултат от преходни събития на нагряване и охлаждане в ранната Слънчева система. Според една от теориите, когато първоначалният облак от прах и газове, от който е съставена Слънчевата мъглявина, се компресира, протича повишаване на температурата. Възможните източници на топлина включват мълния в праховия облак, ударни вълни или рентгенов вятър, който задвижва молекулярния поток от протозвездата. На някои места материята се нагрява достатъчно, за да може космическият прах да се разтопи. Смята се, че от горещината капчици от оливин и пироксен кондензират и кристализират под формата на малки зрънца.
Хондрулите са сложни и често съдържат фелдшпатно стъкло. Според друга теория, това означава, че те са възникнали от капчици разтопена магма, които първоначално са имали температура най-малко 1500 °С. Причините за такова силно нагряване все още не са точно известни, но най-вероятно това е станало под въздействието на ударни вълни. Тогава хондрулите се охлаждат много бързо и в резултат на това претърпяват остъкляване.
Скоростта на охлаждане е в диапазона 50 – 1000 °С/час и се доказва от няколко минералогични параметъра. Те включват образуването на оградените и радиални текстури на хондрулите и наличието на стъкло. Минералните зърна, които кристализират от стопилки на хондрула, обикновено показват химическо зониране, което също доказва бързото охлаждане. Съществуването на реликтни зърна, чийто състав показва, че те са чужди за хондрулите, в които се наблюдават, както и сложните хондрули, състоящи се от две или повече съединени хондри показват, че е имало множество събития на нагряване и охлаждане на един и същи от материал.
След формирането си, хондрулите се срастват с друг материал, който кондензира от Слънчевата мъглявина и потъват в новообразуваната матрица. Така се формират по-големите основни родителски тела на тези примитивни метеорити, т.е. по-малки и по-големи астероиди от които произхождат повечето хондрити. Този процес на втвърдяване и кристализация не е напълно изяснен, и различни учени предлагат различни теории за формирането на хондрулите.

### Изследвания от последните години
Метеоритът Семаркона, паднал в Индия през 1940 г., е изпълнен с хондрули. В института „Карнеги“ във Вашингтон, Американския природонаучен музей в Ню Йорк и Геологическата служба на САЩ са изследвали метеорита, възникнал по времето, когато процесът на планетарно формиране тепърва започва. Много от показателите му са типични за метеоритите от хондритната група, но един силно изненадва учените. Оказва се, че хондрулите му съдържат повече натрий, отколкото се очаква, и концентрацията му не се е променила твърде много по време на втвърдяването на стопилката. Натрият е силно летлив и би трябвало да се изпари почти напълно от първоначалната стопилка, а след това частично да се върне на първоначалното си място, когато се охлади. Това обаче по някаква причина не се е случило.
Според изследователите хондрулите на Семаркона и много други метеорити са се образували в много плътен облак прах. Поради това изпарените натриеви атоми не са могли да се разпръснат, а остават близо до центровете на изпаряване. Затова бъдещите хондрули остават заобиколени от наситените пари на този елемент и по-късно, когато разтопените капчици се охладят, натрият отново се включва в хондрулите.
Химическият анализ на веществата на древните метеорити води учените до извода, че плътността на праховите облаци, от които някога са се образували Земята и другите планети, е била десет пъти по-висока, отколкото се е смятало. Досега се е приемало, че хондрулите се раждат в облаци с плътност не повече от 0,1 г/м3. Последните изчисления, направени през 2008 г. показват, че всеки кубичен метър на първичния прахов облак съдържа най-малко 10 грама вещество, но е вероятно да е и много повече. Освен това, приблизително 5% от хондрулите в хондритите са по двойки, тъй като понякога две съседни хондрули се слепват, докато са още горещи. Това предполага, че те са образувани в региони, където твърдите вещества са силно концентрирани – до 45 пъти в сравнение със Слънчевата мъглявина. Моделите за химичния състав на хондрулите също показват, че са се образували в региони с високо съотношение твърдо вещество/газ.
Състоянието на минералите на този метеорит показва, че той е останал относително студен и сух и някои от тези минерали съхраняват информация за магнитните свойства на праховия облак в продължение на милиони години. Роджър Фу и Бенджамен Вайс от Масачузетския технологичен институт и Кеймбридж изследват неговите хондрули, съдържащи метал и публикуват резултатите в списание „Сайънс“. Подобно на стрелката на компас, хондрулите са наредени по линиите на магнитното поле на Слънчевата система, докато тя се формира. Измерената сила на магнитно поле на хондрулите е много голяма – 10 000 пъти по-силно от това, което днес се наблюдава в междупланетното пространство. Начинът, по който се образуват хондрулите предполага, че силата на магнитното поле на протопланетарния диск е била 0,05 – 0,5 гауса.
Съвсем наскоро хондрулите от въглероден хондрит, принадлежащ към CR групата, са точно датирани на 4,564,7 ± 0,6 милиарда години.

## Количества и размери
Общият обем на хондрулите в един хондрит може да достигне до 50%, а в някои случаи и до 80% от общия обем на метеорита. Размерите им могат да бъдат различни – от микроскопични до сантиметър и по изключение и до няколко сантиметра. Средният им размер е 0,5 – 1,0 мм.
Разпределението на хондрулите по размер в даден тип метеорити предполага, че те са били „сортирани“, преди да бъдат включени в по-големи тела, вероятно чрез турбулентни вихри или при комбинация от газово съпротивление и фотофореза. Фотофорезата е явление, при което малки частици, намиращи се в среда от газ или течност започват да мигрират, когато са осветени от достатъчно интензивен лъч светлина.
| Хондритна група | % от обема | Диаметър (мм)                 |
| --------------- | ---------- | ----------------------------- |
| CI              | 0          | -                             |
| CM              | 20         | 0,3                           |
| CO              | 50         | 0,15                          |
| CV              | 45         | 1                             |
| CK              | 45         | 1                             |
| CR              | 50 – 60    | 0,7                           |
| CH              | 70         | 0,02                          |
| CB              | 20 – 40    | 10 (a подгр.), 0,2 (b подгр.) |
| H               | 60 – 80    | 0,3                           |
| L               | 60 – 80    | 0,7                           |
| LL              | 60 – 80    | 0,9                           |
| EH              | 60 – 80    | 0,2                           |
| EL              | 60 – 80    | 0,6                           |
| R               | > 40       | 0,4                           |
| K               | 30         | 0,6                           |

## Минералогия
Хондрулите са магнитни сферични или продълговати зрънца, които се състоят предимно от феромагнезиевите силикатни минерали оливин и пироксен, плюс фелдшпатно стъкло, частици от никел-желязо и богати на желязо сулфиди. Съществуват значителни вариации в съотношението на пироксен към оливин, както и в състоянието на окисляване на хондрулите, което се доказва от разликите в съотношението на FeO към желязото. Често допълнително присъстват малки количества други минерали като троилит, хромит, мерилит и други.
Хондрулите са разположени в кластична (от скални късчета) или финокристална матрица и често тя се различава от тях не толкова по състава, колкото по кристалната си структура. Хондрулите обикновено имат радиално излъчваща структура и са съставени от оливин и/или пироксен/ортопироксен, понякога никел-желязо и плагиоклаз. Те могат да се наблюдават по повърхността на счупване на метеорита, но се виждат най-добре върху полиран разрез.
Наличието в хондрулите на ясно разделяне между литофилните (със силен афинитет към кислорода) и сидерофилните (самородни) елементи и независимостта на степента на изчерпване на желязото при обикновените хондрити показва, че те са образувани от вещество, което е претърпяло пълно металосиликатно фракциониране. Откритите различия в състава на хондрулите при обикновените и въглеродните хондрити доказват тяхното образуване от предшественици с различен състав.
Наблюдаваните различия между съдържанието на елементи в хондрулите на хондрити от различни химични групи се определят от геохимичните свойства на елементите, тяхната летливост (различната температура на кипене), разликата в химичния състав на първичното им, изходно вещество, условията на кристализация на отделните хондрули и степента на последващите метаморфични промени.
Минералогията и петрографията на хондрулите поставят важни ограничения върху механизма за образуване на хондрули. Например, някои от тях съдържат троилит (FeS) и авгит, в чийто състав влизат ниски, но измерими нива на натрий. Сярата и натрият са умерено летливи елементи, които биха се изпарили в Слънчевата мъглявина при високите температури. Наличието на сяра предполага температурата на околната среда на по време на образуването на хондрулите да бъде под 400 °C. Задържането на същите тези летливи елементи по време на нагряване на хондрулите показва много кратко време на нагряване, вероятно само няколко минути при пикови температури. Максималните температури на образуването им са близки до температурите на пълно топене на техните съставки – 1500 – 1900 °C.
Установено е, че вторичните процеси в родителските тела на хондритите от различни химични групи и петрологични типове оказват значително влияние върху химичния състав на хондрулите, особено върху съдържанието на термично и водно желязо, воден натрий и термичен хром. Чувствителността на елементите към водните процеси намалява в последователността Na> Fe> Cr = Sc, а към термичните – Cr> Fe> Na> Sc. Следователно химичният състав на най-неуравновесните обикновени хондрити с признаци на водна промяна не е първичен.

## Петрология
След образуването на Слънчевата система някои хондрули са претърпели малки химични и физични промени, а други са загубили своя отличителен характер при повишаване на температурата или някакво друго въздействие. Спецификата на хондрулите варира и е разработена система за степента на тяхното различие – петрографски класове от 1 до 7. Колкото по-голямо е числото, толкова по-малко се различават хондрулите една от друга.
При хондритите от тип 1 хондрули почти отсъстват, тъй като те са били подложени на висока степен на водна промяна. В тези от тип 2 се намират само откъслечно разпределени, водно променени в различна степен хондрули. И двата вида са представени само от членове на въглеродните хондрити. Видовете от 3 до 7 са били изложени на увеличаване на топлинния метаморфизъм, което се отразява в нарастване на изменението на хондрулите и се засилва с увеличаване на петрографската цифра. Тип 3 хондритите имат в изобилие отделни, непроменени хондрули, докато хондрулите на тези от 4 до 6 са все по-неясни поради топлинния метаморфизъм и рекристализацията. Топлинният метаморфизъм, който създава петрографските видове от 4 до 7 не включва топене, а рекристализацията протича в твърдо състояние. При хондритите от тип 7 се наблюдава краят на процеса на метаморфизъм, тъй като хондрулите напълно отсъстват, въпреки че метеоритът е запазил химичния си състав.

## Видове
Вътрешната структура на хондрулите може да бъде твърде различа. Различават се три основни типа хондрули – ексцентрично лъчисти, решетести и микропорфирни.
- Ексцентрично лъчисти – Много често се срещата лъчисти хондри, които в разрез показват радиално-лъчиста структура, при което точката, в която се срещат лъчите, обикновено не е разположена в центъра на хондрулата, а в периферията и дори понякога извън нея.[4]
- Решетести хондрули – По рядко се срещат хондрули с решетковидна структура, приличаща на разсипани радиално към центъра оризови зърна. Тя показва, че те са се образували при протекли бързо втвърдяване и кристализация.[4]
- Микропорфирни хондрули
- Криптокристални хондрули – Това са богати на пироксен хондрули, които съдържат изключително финозърнести влакнести кристалчета с размери от няколко микрометра и дори по-малки.[11]
- Бронирани хондрули – Много хондри имат дебели ръбове от фин прах, подобни на материала на матрицата в примитивните метеорити. Те получават тази „броня“ докато се движат през прашни райони, след като са били нагряти. Предполага се, че образуването на типичен хондрулен ръб е отнело между 100 и 1000 години.[5]
- Богати на анортит хондрули (ARC) са по-рядко срещани и заемат по-малко от 1% от обема на хондрита. Те са минералогично различни от хондрулите от останалите видове, въпреки че при някои имат области, подобни на тези при другите. ARCs са доминирани от фенокристали на пироксена и оливина, които обикновено съдържат доста магнезий, желязно-никелови метални възли и имат кристална мезостаза, съставена от силициев диоксид, анортит и пироксен с високо съдържание на калций. Мезостазата е последният формиран финозърнест, до микрокристален материал, образуващ се между по-големите минерални зърна.[5]

Друг начин за класифициране на хондрулите е според преобладаващите минерали:
- Порфирен оливин (PO)
- Порфирен пироксен	(PP)
- Порфирен оливин-пироксен (POP)
- Радиален пироксен	(RP)
- Брониран оливин (BO)
- Криптокристална хондрула (C)
- Гранулиран оливин-пироксен (GOP)
- Стъкловидна хондрула